# La Trinidad, La Paz
La Trinidad är en ort i Mexiko.   Den ligger i kommunen La Paz och delstaten Baja California Sur, i den västra delen av landet, 1 300 km väster om huvudstaden Mexico City. La Trinidad ligger 175 meter över havet och antalet invånare är 245.
Terrängen runt La Trinidad är platt. Runt La Trinidad är det glesbefolkat, med 20 invånare per kvadratkilometer. Närmaste större samhälle är Melitón Albáñez Domínguez, 19,4 km sydväst om La Trinidad. Omgivningarna runt La Trinidad är i huvudsak ett öppet busklandskap.